# Vilarig
Vilarig és un poble del municipi altempordanès de Cistella. El 2011 tenia 26 habitants. Està situat al nord del terme municipal, a tocar amb Terrades, al peu de la serra on neix la Riera de Vilarig. El nucli antic de la població forma part de l'Inventari del Patrimoni Arquitectònic de Catalunya.

## Descripció
El poble de Vilarig està situat al nord del nucli urbà de la població de Cistella, tocant amb el terme municipal de Terrades, al peu de la serra on neix la riera de Vilarig. El nucli s'estén al peu de la carretera GIP-5101 i està format per l'església de Sant Martí, el castell de Vilarig i diversos masos agrupats, tot i que a la rodalia hi ha altres masies escampades pel terme. L'urbanisme del poble presenta algun carrer disposat en pendent, que encara conserva el paviment empedrat original, tot i que reparat.
Les cases són de grans dimensions i planta rectangular, amb les cobertes de teula de dues vessants i distribuïdes en planta baixa, pis i golfes. Majoritàriament, les obertures són rectangulars i presenten els emmarcaments bastits amb carreus de pedra, amb les llindes planes. Les més modernes són fetes amb maons. Les construccions són bastides en pedra sense treballar de diverses mides, disposades irregularment i lligades amb abundant morter de calç.

## Història
Encara que les troballes arqueològiques demostren que el lloc ha estat poblat des de la prehistòria, la primera menció de Vilarig es remunta al 978 en un document del comte-bisbe Miró on donà un alou "in villa Redi" al monestir de Sant Pere de Besalú. Posteriorment en les "Rationes Decimarum" és esmentada l'"ecclesia de Villaricho".
Fins al 1846 Vilarig havia estat municipi independent, però llavors va ser incorporat a Cistella, per l'eliminació de municipis amb poca població.
Els edificis més representatius de Vilarig són el Castell-palau del segle xiv, l'església de Sant Martí del segle xviii i els diferents casalots d'època moderna.